# Södertälje IF
Södertälje IF ist ein 1907 gegründeter schwedischer Sportklub aus Södertälje.

## Geschichte
Der Verein wurde 1907 gegründet. Die nicht mehr bestehende Eishockeyabteilung nahm von 1935 bis 1940 an der Svenska serien i ishockey, der damals höchsten schwedischen Spielklasse, teil. In der Saison 1945/46 trat die Mannschaft in deren Nachfolgewettbewerb Division 1 an. Zudem nahm die Mannschaft in den 1930er und 1940er Jahren mehrfach an der damals noch im Pokalmodus ausgetragenen schwedischen Meisterschaft teil.
Die ebenfalls nicht mehr existierende Fußballabteilung nahm in der Saison 1924/25 an der damals noch zweitklassigen Division 2 teil.
Derzeit verfügt der Verein nur noch über die Abteilungen Leichtathletik, Skilanglauf und Orientierungslauf.